# Mikhail Goussarov
Pour les articles homonymes, voir Goussarov.
Mikhail Goussarov (né le 8 mars 1958 à Leningrad, mort le 25 juin 1999 à Tel Aviv de noyade accidentelle) était un mathématicien russe qui travaillait sur la topologie de faible dimension. Lui et Victor Vassiliev découvrirent indépendamment l'un de l'autre les invariants de type fini (en)  de nœuds et d'entrelacs.  